# Muppets Most Wanted
Muppets Most Wanted (titulada Los Muppets 2: Los más buscados en Hispanoamérica y El tour de los Muppets en España) es una película musical y de comedia, secuela de la película de 2011
Los Muppets. Dirigida por James Bobin, y protagonizada por Ricky Gervais, Tina Fey y Ty Burrell.

## Sinopsis
Tras que los Muppets se reunieran de nuevo, Kermit y los demás reciben de un extraño (Ricky Gervais), la oferta de una gira mundial. Lo que no saben es que ese hombre, es un criminal secreto llamado Número 2, asistente de la rana más peligrosa del mundo, Constantine. Así los Muppets se verán involucrados accidentalmente en el crimen más grande del mundo: el robo de Los diamantes de la reina Isabel.

## Argumento
Todo inicia exactamente después de la última película, donde se preguntan que van a hacer con tanto tiempo libre y Miss Piggy propone que ella y Kermit se casen pero Walter nota que todavía está la cámara ahí lo que significa una cosa...es una secuela (Es Una Secuela el Musical).
Después aparece una escena en un Gulag en Siberia, Rusia donde se escapa Constantine, “la rana más peligrosa del mundo” (que se parece mucho a Kermit) y provoca un escape de prisioneros y cuando está libre hace explotar todo el lugar.
Regresando con Los Muppets se encuentran con un Mánager llamado Dominic Malruin que quiere llevar a Los Muppets a una Gira Mundial pero se revela que es el secuaz de Constantine y Los Muppets convencen a Kermit de llevar a cabo la Gira Mundial.
Los Muppets entran al tren e inician la Gira Mundial en Berlín, Alemania pero todos quieren realizar sus propios actos y Dominic convence a Kermit de dar un paseo tranquilizante solo pero en realidad era una trampa para que Constantine le pegara un lunar y lo confundieran con el y llevaran a Kermit a prisión mientras que Constantine se pinta el lunar y va con Dominic haciéndoles creer a Los Muppets que Kermit volvió resfriado y revela que planea robar los elementos más cruciales para robar las joyas de la corona de Inglaterra y culpar a Los Muppets para que su nombre pase a la historia como el ladrón más grande de todos los tiempos luego indican sus puestos (El Número 1, El Número 2).
A la hora del show a Constantine le da pánico escénico y Scooter presenta el show pero Constantine cae al vacío y durante el show Constantine y Dominic roban una pintura que se revela que tiene un mapa y que necesita una llave y un Medallón para realizar el robo pero el día siguiente fueron el agente de la CIA Sam el Águila y el agente de la Interpol Jean Pierre Napoleon.
Mientras Kermit llega a un Gulag Ruso y se encuentra con los prisioneros que lo confunden con Constantine (en ese momento se puede ver un cameo de Miss Poogy), aunque lo descubren y lo llevan al triturador de reciclaje pero son detenidos por Nadya la guardia de prisión que le muestra la prisión (La Casa Grande) y le dice que no saldrá de ahí aunque no sea Constantine.
Mientras tanto en el tren de los muppets Constantine logra convencer a Miss Piggy que es Kermit (Te daré todo Lo que quieras). 
Constantine y Los Muppets llegan a Madrid, España (lugar donde esta la llave que Constantine necesita) y Gonzo realiza un acto con toros mientras que Constantine y Dominic consiguen la llave que necesitan pero el día siguiente Jean y Sam llegan e interrogan a los muppets (La Canción de Interrogación) y deciden vigilarlos en la siguiente función de su gira.
Mientras en el Gulag Kermit trata de escapar pero Nadya siempre lo atrapa y lo convence de dirigir el musical anual de la prisión o lo pegara en "El Muro".
Mientras, en Dublín, Irlanda Walter sigue a Dominic y descubre que estuvo regalando entradas y sobornando a los periodistas por buena reseñas y le avisa a Fozzie y Walter decide ver el vagón de Kermit y descubren que fue reemplazado por Constantine y cuando Constantine llega y estaba a punto de matarlos Animal (que siempre supo que Kermit fue reemplazado por Constantine, ya que lo olió y con eso supo que era otra rana) llega y los salva luego saltan a otro tren y van al Gulag en donde está Kermit.
Mientras Constantine les miente a los muppets diciendo que Walter y "Fronzie" (como le decía a Fonzzie) renunciaron a los muppets y después del robo en Irlanda Constantine le propone matrimonio a Piggy y anuncia que se casaran en la torre de Londres (hogar de las joyas de la corona) y en la escena del crimen Sam y Jean se encuentran el sello del enemigo de Jean el lémur y un pollo de goma de Fozzie y creen que Fozzie es el lémur.
Los Muppets llegan a Londres y Constantine dice que acabará con los muppets mientras que Miss Piggy empieza a dudar sobre casarse y realizar sus sueños (¿Por qué algo tan bueno se siente tan mal).
Mientras Fozzie, Walter y Animal llegan al Gulag en el que esta Kermit durante el musical anual de la prisión, le informan lo que sucede, se enteran de la boda y logran escapar durante el número de la mina y se dirigen a Londres.
Ya en Londres Kermit se hace pasar por el espejo de Constantine y se entera de que matara a todos Los Muppets en una explosión.
Sam y Jean se encuentran a Kermit y Fozzie y los confunden con Constantine y el lémur pero logran escapar.
La boda empezó y Kermit y Constantine están cambiando de lugar hasta que terminan en el mismo lugar y todos se confunden, Mientras Dominic y unos bebes roban las joyas de la corona, todos están confundidos hasta que descubren quien es el verdadero Kermit y Constantine confiesa quien es y activa la bomba que usa para tratar de matar a Los Muppets pero por fortuna Bunsen y Beaker tienen un nuevo invento: el smokin atrae bombas de Bunsen y descubren que el anillo que Constantine le dio a Piggy es la bomba logran sacarla de la capilla y explota en el agua.
Constantine secuestra a Miss Piggy y va al helicóptero de escape pero se encuentra con Dominic, quien resulta ser el lémur, y lo traiciona pero Constantine se deshace de él y despega pero Kermit logra sujetarse del helicóptero de escape mientras que los demás muppets forman una escalera de muppets y sujetan el helicóptero para que no escape. Kermit logra llegar a Constantine, y  este amenaza con matarlo pero Piggy logra desatarse y choca a Constantine con las ventanas y Kermit le pega el lunar que le pegó en un principio y aterrizan el helicóptero pero llega Nadya y arresta a Kermit pero al ver que todos se entregaban lo deja libre y todos terminan su gira en la gran casa (el Gulag en el que enceraron a Kermit) y la película termina con todo el elenco cantando "Together Again".

## Reparto[2]
| Personaje                      | Actor original            | Actor de doblaje (Hispanoamérica)         | Actor de doblaje (España)                             |
| Humanos                        | Humanos                   | Humanos                                   | Humanos                                               |
| ------------------------------ | ------------------------- | ----------------------------------------- | ----------------------------------------------------- |
| Dominic Badguy                 | Ricky Gervais             | René García                               | Gabriel Jiménez                                       |
| Jean Pierre Napoleon           | Ty Burrell                | Arturo Mercado Jr.                        | Alejandro (Peyo) García José María Guzmán (canciones) |
| Nadya                          | Tina Fey                  | Mireya Mendoza Cecilia Blanco (canciones) | Olga Cano                                             |
| Danny Trejo                    | Danny Trejo               | Miguel Ángel Ghigliazza                   | Vicente Gil                                           |
| Celine Dion                    |                           |                                           |                                                       |
| Lady Gaga                      |                           |                                           |                                                       |
| Rey de la prisión              | Jemaine Clement           | Salvador Reyes                            | Luis Bajo                                             |
| Big Papa                       | Ray Liotta                | Arturo Mercado                            | José Antonio Ceinos                                   |
| Salma Hayek                    | Salma Hayek               | Verónica López Treviño                    | Conchi López                                          |
| Debby Ryan                     | Debby Ryan                | Mara Campanelli                           | Cameo no doblado                                      |
| Christoph Waltz                | Christoph Waltz           | ¿?                                        | Richard del Olmo                                      |
| Bocera                         | Chloë Moretz              | Jessica Ángeles                           | Ana de Castro                                         |
| Periodista irlandés            | Hugh Bonneville           | Humberto Vélez                            | Luis Mas                                              |
| Beefeater Vicar                | Frank Langella            | Pedro D'Aguillón Jr.                      | Juan Fernández Mejías                                 |
| Ivan                           | Stanley Tucci             | Gerardo García                            | ¿?                                                    |
| El Acomodador                  | Usher Raymond             | Manuel Campuzano                          | Rafael Alonso Naranjo Jr.                             |
| Bailarina                      | Saoirse Ronan             | Karla Falcón                              | ¿?                                                    |
| Hobo Joe                       | Zach Galifianakis         | Humberto Vélez                            | Fernando de Luis                                      |
| Policía                        | Til Schweiger             | Humberto Solórzano                        | ¿?                                                    |
| Paquetero                      | James McAvoy              | ¿Ortos Soyuz?                             | ¿?                                                    |
| Prisionero pequeño             | Dylan Postl "Hornswoggle" | ¿?                                        | ¿?                                                    |
| Florista joven                 | Ross Lynch                | Alejandro Graue                           | Álvaro de Juan                                        |
| Sean Combs                     | Sean Combs                | ¿?                                        | ¿?                                                    |
| Guardia del museo del Prado #1 | Toby Jones                | Ulises Maynardo Zavala                    | Abraham Aguilar                                       |
| Guardia del museo del Prado #2 | Mackenzie Crook           | No se doblo                               | No se doblo                                           |
| Muppets                        |                           |                                           |                                                       |
| Kermit, la rana                | Steve Whitmire            | Raúl Aldana                               | Juan Antonio Arroyo                                   |
| Rizzo, la rata                 | Steve Whitmire            | Raúl Aldana                               | Rafael Alonso Naranjo Jr.                             |
| Scooter                        | David Rudman              | Raúl Aldana                               | Iván Muelas                                           |
| Constantine la rana            | Matt Vogel                | Raúl Aldana                               | Salvador Algueder                                     |
| Miss Piggy                     | Eric Jacobson             | Mario Filio                               | Javier García                                         |
| Fozzie                         | Eric Jacobson             | Moisés Palacios                           | José Padilla                                          |
| Animal                         | Eric Jacobson             | Héctor Lee                                | Enrique Cazorla                                       |
| Sam el águila                  | Eric Jacobson             | Sebastián Llapur                          | David García Vázquez                                  |
| Beaureguard                    | Dave Goelz                | Sebastián Llapur                          | ¿?                                                    |
| Gonzo                          | Dave Goelz                | Ernesto Lezama                            | Iñaki Crespo                                          |
| Beaker                         | Steve Whitmire            | Mario Filio                               |                                                       |
| Walter                         | Peter Linz                | Jesús Guzmán                              | Álex Saudinos                                         |
| Lew Zealand                    | Matt Vogel                | Jesús Guzmán                              | Abraham Aguilar                                       |
| Camila, la gallina             | Matt Vogel                |                                           | Iván Muelas                                           |
| Statler                        | Steve Whitmire            | Francisco Colmenero                       | Fernando Hernández                                    |
| Chef sueco                     | Bill Barretta             | Francisco Colmenero                       | ¿?                                                    |
| Bobo, el oso                   | Bill Barretta             | Juan Carlos Tinoco                        | Juan Luis Rovira                                      |
| Dr. Dientes                    | Bill Barretta             | Humberto Vélez                            | Miguel Zúñiga                                         |
| Rowlf                          | Bill Barretta             | Mario Arvizu                              | Miguel Ángel Varela                                   |
| Pepe                           | Bill Barretta             | Noé Velázquez                             | José Padilla                                          |
| Link Hogthrob                  | Steve Whitmire            | Arturo Mercado Jr.                        | ¿?                                                    |
| Foo Foo                        | Steve Whitmire            |                                           | Ana de Castro                                         |
| Newsman                        | Steve Whitmire            | Mario Arvizu                              | Antonio Villar                                        |
| Waldorf                        | Dave Goelz                | Arturo Mercado                            | Julio Sanchidrian                                     |
| Janice                         | David Rudman              | Arturo Mercado                            | Iván Muelas                                           |
| Miss Poogy                     | David Rudman              | Arturo Barbosa                            | José Escobosa                                         |
| Dr. Bunsen Honeydew            | Dave Goelz                | Herman López                              | Manuel Bellido                                        |
| Floyd Pepper                   | Matt Vogel                | Herman López                              | David García Vázquez                                  |
| Tio Deadly                     | Matt Vogel                | Idzi Dutkiewicz                           | Vicente Gil                                           |
| Pops                           | Matt Vogel                | Arturo Mercado                            | ¿?                                                    |
| Robot 80s                      | Matt Vogel                | Arturo Mercado Jr.                        | Cholo Morralla                                        |
| Loco Harry                     | Matt Vogel                | César Filio                               | ¿?                                                    |
| Robin, la rana                 | Matt Vogel                | Yamil Atala                               | Adolfo Moreno                                         |
| Sweetums                       | Matt Vogel                | Gerardo Vázquez                           | Carlos Kaniowsky                                      |

## Canciones
- Es una secuela el Musical: esta canción indica una nueva entrega de "Los Muppets".
- La canción de interrogación: cantada por Sam, el águila, Jean Pierre Napoleon y algunos Muppets en la que se realiza una interrogación hacia los Muppets.
- La casa grande: cantada por Nadya sobre la vida en su prisión.
- Reunidos al fin: cantada por todo el elenco de la película e indica que se reunieron y lo peor ya ha pasado.
- Te daré todo lo que quieras: cantada por Constantine, Miss Piggy y algunas ratas es cantada para que Piggy crea que Kermit la rana ha cambiado y tiene una nueva personalidad.
- El gran arcoíris: no es cantada en esta película pero se ve una parte de la canción en una de las cintas de Kermit, (posiblemente sea una cinta de la película The Muppet Movie por la zona pantanosa donde se encontraba Kermit) además de que Constantine la menciona en La canción de la Interrogación.
- Tema del show de los Muppets: cantada por los Muppets y se oye en su versión de España por la ubicación (Madrid, España).
- El número 1, el número 2: cantada por Constantine y Dominic indicando sus respectivos puesto.
- Algo anda mal: cantada por Miss Piggy, su hada (Celine Dion) y algunos muppets, se trata sobre sus opiniones sobre la propuesta de casamiento de Kermit (Constantine).
- Moves Like Jagger: Scooter canta un parte de la canción durante el robo en Dublín, Irlanda.
- Macarena: Miss Piggy y dos flamencos muppet cantan la canción durante la estancia de la gira en España.

## Recepción de la crítica
El film se enfrentó a críticas mixtas. Por un lado, ciertas fuentes elogian la película,
diciendo que es buena, para el género infantil. Sin embargo, también se le critica por estar alejada a "los verdaderos Muppets".